# UN FACTORY カボスケ
『UN FACTORY カボスケ』（ウンナンファクトリーカボスケ）は、フジテレビ制作のバラエティ番組。1995年4月から同年9月まで関東広域圏および岡山放送（OHK）や北海道文化放送（UHB）など一部のFNS系列局で放送されていた。

## 概要
- ウッチャンナンチャン（UtchanNanchan）の冠番組で、初めてフジテレビの深夜番組でのメインを務めた。
- 深夜の帯番組で、当時は無名のお笑い芸人が多数出演していた。月、水を南原清隆、火、木を内村光良、金をよゐこが担当。各曜日ごとにコンセプトを変え、主に複数人の若手芸人による、体を張ったロケ企画を行っていた。
- 当時まだ無名だったロンドンブーツ1号2号（ロンブー）は、この番組でのウンナンとの共演を期に注目されるようになる。後番組『UN FACTORY ソムリエ』でのロケ企画でも共演以後、『ウンナンの炎のチャレンジャー』への数度のゲスト出演、1997年に放送された『ウンナンの気分は上々。』での四級船舶免許取得企画や、南原と船で長崎県のハウステンボスを目指す企画など共演機会が多かったが、2000年代以降はウンナンとロンブーの直接の共演の機会はほとんどなくなっている。しかし、『イロモネア』でロンブーが司会を務める『ザ・ベストハウス123』のパロディ企画である『ザ・早ボケハウス123』の2010年3月4日放送分の際に、「ロンブーに会った時に一言言えばよかった」と内村が発言している。

## 放送時間
- 月曜日 - 木曜日 24:20 - 24:40 （火曜日 - 金曜日 0:20 - 0:40）
- 金曜日 25:05 - 25:20 （土曜日 1:05 - 1:20）

## 出演者
- ウッチャンナンチャン
- 出川哲朗
- 松尾伴内
- よゐこ
- ロンドンブーツ1号2号
- ココリコ
- 底ぬけAIR-LINE
- 吉村くん
- オセロ
- なかよし
- アニマル梯団
- ますだおかだ
- TIM
- La.おかき
- アンバランス
- 上山有香（当時FOF）
- 古賀清（当時オホホ商会）
- 炭水化物
- NC赤英（当時劇団あぁルナティックシアター）
- ピーピングトム
- プリンプリン
- ペナルティ
- インパクト
- ワンダラーズ
- 富永美樹（当時フジテレビアナウンサー）
- 佐野瑞樹（フジテレビアナウンサー）
- その他、多数の若手たち

## スタッフ
- 構成：村上卓史・渡辺哲夫・柏田眞志・高橋ナツコ・鈴木淳・鈴木おさむ／内村宏幸・加藤雅之
- カメラ：小川利行
- VE：北井勇作
- 音声：石井俊二
- 照明：八木原伸治
- 音響効果：田中寿一（O.C.B）
- 編集：吉原祐司・中根敏晶・木元雄大（パッチワーク）
- MA：篠原正宏（パッチワーク）
- TK：山口美香
- 美術制作：石鍋伸一朗
- デザイン：水上啓光
- 美術進行：林勇
- 大道具：松本修
- 装飾：蓮井祥秀
- 持道具：大石裕子
- 衣裳：鴨川健一郎
- メイク：柴田理恵
- かつら：太田修
- 視覚効果：江崎公光
- 電飾：井野岡利保
- アクリル装飾：織田秀幸
- タイトル：岩崎公明
- キャラクターロゴ：白根ゆたんぽ
- 制作協力：マセキ芸能社
- 技術協力：ニューテレス
- ディレクター：夏野亮・戸渡和孝・纐纈勇人・富田好美
- プロデューサー：山田弘子
- 制作著作：フジテレビ

| フジテレビ 月 - 木 24:20 - 24:40枠                                     | フジテレビ 月 - 木 24:20 - 24:40枠 | フジテレビ 月 - 木 24:20 - 24:40枠                                |
| 前番組                                                                 | 番組名                             | 次番組                                                            |
| ---------------------------------------------------------------------- | ---------------------------------- | ----------------------------------------------------------------- |
| OIOI Tokyo Taste Room's （24:20 - 24:35）とぶくすりZ （24:35 - 24:45） | UN FACTORY カボスケ                | UN FACTORY ソムリエ （24:20 - 24:35）冒冒グラフ （24:35 - 24:50） |
| フジテレビ 金曜25:05 - 25:20枠                                         |                                    |                                                                   |
| OIOI Tokyo Taste Room's                                                | UN FACTORY カボスケ                | UN FACTORY ソムリエ                                               |